# Покровский монастырь (Балашов)
Покро́вский де́вичий монасты́рь — действующий православный женский монастырь Балашовской епархии, расположенный в городе Балашов.
Основан в 1862 году как женская богадельня, с 1884 года — официально в статусе монастыря. В монастыре было большое хозяйство. В 1920 году закрыт и впоследствии разрушен. 2 октября 2013 года официально возрождён.

## История

### Основание
В 1862 году на средства купца Иллариона Иванова в городе Балашове была открыта женская община и богадельня. Тщанием того же купца в 1862 году была возведена каменная церковь во имя Покрова Пресвятой Богородицы с приделом во имя преподобного Сергия Радонежского.
Была построена также домовая церковь во имя Казанской иконы Божьей Матери.
В 1871 году с разрешения Святейшего Синода богадельню переименовали в женскую общину, а в 1884 году стараниями епископа Саратовского и Царицынского Павла она получила статус общежительного девичьего монастыря.
С 1877 года монастырём управляла монахиня Сарра.

### Расцвет
В 1887 году по проекту, разработанному саратовским архитектором Салько, началось строительство большого каменного собора во имя Покрова Пресвятой Богородицы, но до 1917 года монастырь не сумел завершить работы ввиду нехватки денег.
Монастырю принадлежали следующие угодья: занимаемые монастырём с усадьбой 7 десятин и 252 квадратных сажен земли, пожертвованной в 1873 году купцом Илларионом Ивановым; рядом с усадьбой 3 десятины земли, пожертвованной городом в 1883 году под кирпичный завод; пожертвованные городом же в 1886 году ещё 5 десятин земли к северу от монастыря для расширения его построек; в версте от города к юго-западу 1 десятина 2350 квабртных сажен земли, пожертвованной мещанином Григорием Терентьевым в 1873 году; в 10 верстах от города при селе Тростянка 3 десятины леса, пожертвованного прапорщицей Авдотьей Жуковой в 1866 году, и 2 дес. леса, пожертвованного коллежским асессором Алексеем Волосатовым в 1865 году; там же 30 десятин земли, пожертвованной в 1873 году купцом Ивановым.
В 1880—1882 годы монастырь купил 546 десятин 430 саженей земли у станицы Филоновской Хопёрского округа Области Войска Донского, где располагался хутор, постоянно жили сёстры и была построена деревянная церковь в честь святителя Николая Чудотворца на средства саратовского купца Фёдора Егорова, освящённая 8 декабря 1900 года.
В 1888 году в Царицыне на средства монастыря и добродеятелей была перестроена из часовни каменная церковь во имя Рождества Пресвятой Богородицы, которая стала подворьем монастыря.
К Царицынскому отделению монастыря была приписана каменная церковь в честь Всех Святых, перестроенная из часовни на средства крестьян и других добродеятелей, находившаяся в селе Верхне-Ахтубинском Астраханской губернии, освящённая 30 сентября 1891 года.
В 1908 году в правом приделе строящегося монастырского собора был по его завещанию был похоронен епископ Саратовский и Царицынский Павел (Вильчинский), проживавший в монастыре на покое.
Игуменья Мария (Мандрыко), дворянка, имевшая высшее образование, в Балашов переведённая из Иоанно-Предтеченского монастыря Казанской губернии в 1885 году.
Под её руководством монастырское хозяйство велось образцово: садоводство, огородничество, скотоводство, пчеловодство и даже шелководство были поставлены на должную высоту. В монастыре работали кирпичный завод, молочная ферма, крупнейшая в городе мельница (сгорела в 1909 году), было ткацкое и обувное производство, велось обучение рукоделию, живописи, ткацкому мастерству, выделке ковров, вязанию. Постройки и вся территория монастыря содержались в исправном и опрятном виде. О хозяйственных успехах говорил и тот факт, что Покровский монастырь был весьма достойно представлен со своей продукцией на земских сельскохозяйственных выставках в Балашове в 1903 и 1911 годах. Неизвестно точно, до какого времени она руководила монастырём, но по крайней мере в 1913 году она ещё была его настоятельницей.

### Закрытие
После революции вся собственность монастыря была национализирована. На базе монастыря решено было открыть образцовую школу-коммуну. Но таковую так и не суждено было открыть, несмотря на то, что всё хозяйство монастыря было в образцовом порядке.
8 июня 1920 года контролёр Г. Я. Дитц докладывал управляющему Балашовским отделением рабоче-крестьянской инспекции: «Окончив работу в комиссии по учёту имущества бывшего Покровского женского монастыря, доношу: большое количество строительного материала, а также железных и чугунных мельничных частей, электрические лампы, провода, насосы, водопроводные трубы—всё в полном беспорядке. В то время, когда существует острая нужда в строительном материале, запчастях для мельниц, всё это лежит под открытым небом, растаскивается, гниёт, ржавеет. Необходим срочный учёт имущества.»
В том же году президиум уисполкома решает передать бывшие жилые и культовые помещения монастыря железнодорожникам, мельницу и мастерские — Совнархозу. В 1927 году Балашовский президиум УИК постановил передать усадьбу бывшего монастыря с постройками и фруктовым садом в безвозмездное пользование уездному отделу здравоохранения. Здание монастырского собора приказано было разобрать, а полученный кирпич передать на строительство больницы.
Сейчас на месте бывшего монастыря располагаются здания центральной районной больницы, противотуберкулёзного диспансера и гуманитарно-педагогического лицея. Единственное сохранившееся здание — бывший келейный корпус — занято под жилой дом.
В 2004 году по благословению Епископа Саратовского и Вольского Лонгина на территории бывшего Балашовского Покровского женского монастыря около нынешнего здания лицея был установлен и освящён благочинным Западного округа протоиереем Борисом Ланчиковым Поклонный Крест, к которому ежегодно в день праздника Покрова Божией Матери совершается крестный ход с молебном.

### Возрождение
В 2012 году епископ Балашовский и Ртищевский Тарасий (Владимиров) озвучил идею возродить Покровский монастырь. К тому времени в Балашове уже существовала небольшая женская монашеская община, которая проживала при Преображенском храме города Балашова.
2 октября 2013 года решением Священного Синода монастырь был официально возрождён.

## Подворья
1. Церковь в честь Рождества Пресвятой Богородицы в Царицыне (построена в 1888 году)
2. каменных храм в честь Всех Святых (освящён в 1891 году) в селе Верхне-Ахтубинское Царёвского уезда Астраханской губернии
3. хутор с деревянной церковью в честь святитель Николая Чудотворца (освящена в 1900 году) в Хопёрском округе Области Войска Донского.